# ABB Arena
ABB Arena er navnet på to idrætsanlæg i Västerås. ABB Arena Nord er for ishockey og ABB Arena Syd for bandy. Den sidstnævnte er Sveriges største permanente indendørs arena for bandy og den sjettestørste indendørs arena. Kun Friends Arena, Tele2 Arena (begge kan også bruges for bandy), Globen, Malmö Arena og Scandinavium er større.